# Limosina flavescens
Limosina flavescens är en tvåvingeart som först beskrevs av Lioy 1864.  Limosina flavescens ingår i släktet Limosina och familjen hoppflugor.
Artens utbredningsområde är Italien. Inga underarter finns listade i Catalogue of Life.